# Malintzin, la historia de un enigma
Malintzin, la historia de un enigma es un documental dirigido por Fernando González Sitges que se estrenó el 7 de marzo de 2019 a través de la plataforma streaming de Claro Video. Producida y distribuida por Claro Video en colaboración con TV UNAM. La historia destaca la figura de la Malinche, un personaje fundamental durante la época de la conquista y la colonia.

## Producción
Los sitios de grabación incluyeron la Ciudad de México, Quintana Roo y Salamanca (en España).

## Reparto
- Priscila Lepe como La Malintzin.
- Fernando de Retes como Hernán Cortés.
- Leonardo Alonso como Moctezuma.
- Rubén Salazar como Gerónimo de Aguilar.
- Narradora Verónica Merchant